# Дуб-патриарх
«Дуб-патриарх» — дерево в городе Дубовка Волгоградской области, памятник природы федерального значения и главный символ города. Произрастает в лесопарковой зоне на берегу Волгоградского водохранилища на территории санатория «Дубовка». Ботанический вид — дуб черешчатый. Высота дуба — 18 м.

## История
В августе 1942 года, во время Сталинградской битвы, когда немецкая авиация совершила бомбовый налёт на город, четыре крупных осколка попали в ствол дерева, след от которых так и остался.
С 1993 по 2006 год «Дуб-патриарх» являлся ботаническим памятником природы регионального значения, а с 2006 года — местного значения.
С середины 2000-х годов дерево находится под угрозой исчезновения, так как каждый год из-за половодья и ливневых дождей грунт под ним проседает и дуб сползает в водохранилище. Чтобы предотвратить это, местные жители своими силами укрепляют берег.
В сентябре 2007 года сотрудниками НИИ агролесомелиорации был проведён ряд мероприятий по укреплению корневой системы дерева.
Благодаря усилиям местной общественности в марте 2012 года дуб был включен во всероссийскую программу «Деревья — памятники живой природы». По решению сертификационной комиссии, в которую вошли ведущие специалисты и учёные России, дуб внесён в реестр старовозрастных, уникальных деревьев России.
Весной 2014 года было проведено уплотнение грунта и обустроена территорию вокруг дуба.
В мае 2015 года специалисты Волгоградского регионального ботанического сада провели обследование состояния дерева. Учёные считают, что дуб можно клонировать в лаборатории биотехнологии и вырастить саженцы, которые можно будет использовать для закладки дубовой рощи или озеленения крупных городов области.
До 2015 года считалось, что дерево 1594 года рождения, то есть ему более 420 лет. 9 июня 2015 года специалисты из Центра древесной экспертизы НПСА «Здоровый лес» провели обследование дуба и отобрали образцы древесины для установления его точного возраста в дендрохронологической лаборатории. Согласно данным учёных возраст дуба составляет 231 год.
3 сентября 2015 года состоялась торжественная церемония присвоения «Дубу-патриарху» статуса памятника живой природы федерального значения.

## Описание
Высота дуба — 18 м, с высоты 1,5 м начинает разветвляться. Имеет раскидистую крону, с крепкими ветвями и мощный ствол: обхват ствола — 7 м, диаметр ствола на высоте 1,3 м — 2,22 м.

## Легенды
По одной из легенд, под этим дубом в своё время сидели Емельян Пугачёв и Степан Разин. После определения возраста дерева в 2015 году, эта легенда не имеет под собой оснований, так как эти личности умерли ещё до появления дуба.